# Vladimir Stojtsjov
Vladimir Dimitrov Stojtsjov (Bulgaars: Владимир Димитров Стойчев; Engelse transcriptie: Stoychev) (Sofia, 24 februari 1892 – aldaar, 27 april 1990), was een Bulgaarse luitenant-generaal, diplomaat en ruiter.

## Biografie
Vladimir Stojtsjov werd geboren in Sofia, de hoofdstad van het vorstendom Bulgarije. Hij behaalde zijn bul aan de Theresianische Militärakademie (opgericht door Maria Theresia van Oostenrijk in 1751) in Wenen, de Militaire School en de Militaire Academie in Sofia. Als militair in het Bulgaarse leger, nam Stojtsjov deel aan de Balkanoorlogen en de Eerste Wereldoorlog.
Tijdens de interbellum vertegenwoordigde Stojtsjov Bulgarije in de ruitersport bij de Olympische Zomerspelen 1924 in Parijs en de Olympische Zomerspelen 1928 in Amsterdam. Van 1930 tot 1934 was Stojtsjov een Bulgaarse diplomaat in Frankrijk en het Verenigd Koninkrijk. In 1934 werd hij aangesteld als hoofd van de Cavalerieacademie in Sofia, maar een jaar later werd hij uit het leger ontslagen vanwege zijn antimonarchistische opvattingen; ook belandde hij een paar keer in de gevangenis vanwege zijn politieke houding.
In 1944 werd Stojtsjov lid van het Vaderlands Front van het Nationaal Comité. Tijdens de Tweede Wereldoorlog voerde Stojtsjov het bevel over het Eerste Leger van Bulgarije, nadat het land en de geallieerden elkaar trouw zwoeren. Onder Stojtsjov wist het Eerste Leger in mei 1945 de nazi's uit een groot deel van Joegoslavië en Hongarije terug te dringen richting de Centrale Alpen. Op 8 mei 1945 ondertekent Vladimir Stojtsjov in Zuid-Oostenrijk een grensakkoord met commandant Charles Keightley van het Britse 8e Leger. Op 24 juni 1945 nam hij deel aan de overwinningsparade in Moskou.
Van 1945–1947 was Vladimir Stojtsjov volksvertegenwoordiger van Bulgarije in Washington D.C. en de Verenigde Naties. Bij zijn terugkeer werd hij met de minister-president voorzitter van het hoge comité van sport. Van 1951 of 1952 tot 1982 was hij voorzitter van het Bulgaars Olympisch Comité; hij bleef erevoorzitter tot zijn dood. Van 1952 tot 1987 was hij ook lid van het Internationaal Olympisch Comité. Vladimir Stojtsjov stierf in Sofia in 1990, op 98-jarige leeftijd.

## Militaire loopbaan
- Kadet: 1912
- Luitenant (Младши лейтенант): 22 september 1913
- Eerste luitenant (Лейтенант): 5 oktober 1916
- Kapitein (Капитан): 1 april 1919
- Majoor (Майор): 1 januari 1928
- Luitenant-kolonel (Подполковник): 3 september 1932[4]
- Kolonel (Полковник): 3 oktober 1936[4]
- Generaal-majoor (Генерал-майор): 3 oktober 1944[4]
- Luitenant-generaal (Генерал-лейтенант): 18 oktober 1944[4]

## Onderscheidingen
- Held van de Volksrepubliek Bulgarije in 1978 en 1982
- Held van de Socialistische Arbeid in 1964
- Orde van Georgi Dimitrov in 1964, 1973 en 1976
- Orde van de Volksrepubliek Bulgarije, 1e klasse in 1959
- Militaire Orde voor Dapperheid in de Oorlog (alle zeven graden van de orde)
- Orde van de Negende September 1944 met Zwaarden
- Orde van de Bevrijding van het Volk 1941-1944, 1e klasse
- Orde van Koetoezov, 1e klasse op 22 april 1945[5]
- Orde van Soevorov, 1e klasse op 9 augustus 1945[5]
- Officier in het Legioen van Eer
- Kruis van Militaire Verdienste (Spanje), 1e klasse
- Orde van de Partizanenster, 1e klasse
- Olympische Orde, zilver